# LCVP

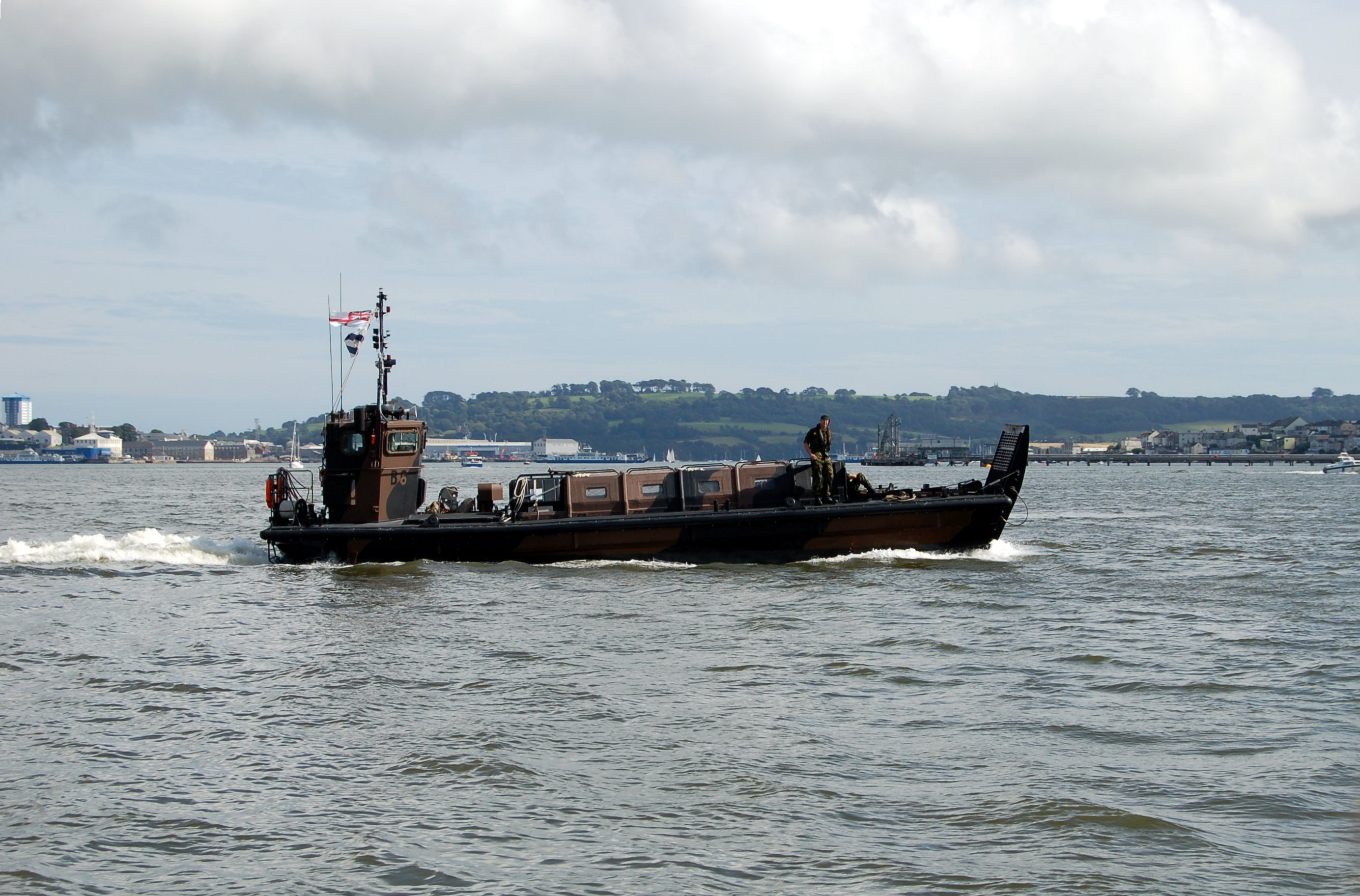
イギリス海軍ブルワーク搭載艇のLCVP Mk5

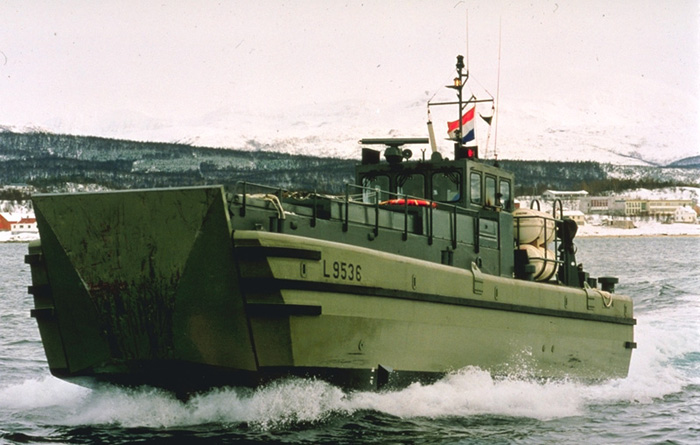
オランダ海軍のLCVP Mk III

LCVPとは、車両人員揚陸艇（Landing Craft, Vehicle, Personnel）を指す艦種記号、転じて車両人員揚陸艇そのものを指す。
第二次世界大戦等において使用された、ヒギンズ・ボートとして知られるアメリカ海軍のLCVPが特に有名であり、単にLCVPとした場合にこの艇を指すことも多いが、この種の揚陸艇自体は、各国に存在している。
概ねLCUよりも小型で、軽車両と人員を輸送する揚陸艇が分類され、近年ではドック型揚陸艦の搭載艇として活動することもある。

## 各国のLCVP
- LCVP (アメリカ合衆国)
- LCVP (イギリス)
- LCVP (オーストラリア)（英語版）
- LCVP (オランダ)（オランダ語版）